# Die demokratische Regression
Die demokratische Regression. Die politischen Ursachen des autoritären Populismus ist ein Fachbuch der Politikwissenschaftler Armin Schäfer und Michael Zürn, das 2021 beim Suhrkamp Verlag in Berlin erschien. Darin gehen die Autoren den Fragen nach, worin die Ursachen für den weltweit wachsenden autoritären Populismus liegen und welche Zukunft die Demokratie vor diesem Hintergrund hat.

## Inhalt
Bislang, so Schäfer/Zürn, würde der Populismus aus ökonomischer oder aus kultureller Perspektive erklärt: entweder als eine Reaktion von wirtschaftlichen Verlierern der Globalisierung oder als Widerstand gegen eine kosmopolitische Elite, die sich für den Alltag und die Werte „einfacher Menschen“ nicht interessiere.
Beide Erklärungen greifen nach Auffassung der Autoren zu kurz: Die ökonomische Erklärung könne nicht vermitteln, weshalb wirtschaftliche Verlierer gerade solche Politiker wie Donald Trump und Boris Johnson oder auch Alice Weidel wählten, die der obersten Einkommensklasse angehörten und hauptsächlich deren und ihr eigenes Wohlergehen im Auge hätten. Die kulturelle Erklärung hingegen verwechsle Ursache und Wirkung – die Wahlerfolge populistischer Parteien im Zusammenhang mit der Aufnahme von Migranten seien zunächst in der Furcht vor Konkurrenz auf dem Arbeitsmarkt begründet: Der Wunsch nach der Bewahrung einer traditionellen kulturellen Identität sei lediglich Ornament.
Schäfer/Zürn setzen ein drittes Erklärungsmodell dagegen, das sie als „politisches“ benennen: Die Erfolge von Populisten seien darin begründet, dass viele Menschen sich von den demokratischen Institutionen nicht mehr vertreten fühlten. Das hänge auch damit zusammen, dass in den letzten Jahrzehnten wesentliche politische Entscheidungen nicht mehr von „Mehrheitsinstitutionen“ getroffen worden seien, sondern von „nichtmajoritäre Institutionen“; demokratisch gewählte nationale Parlamente hätten immer weniger Einfluss, dagegen wachse die Macht der Europäischen Union (EU) oder des Internationalen Währungsfonds (IWF). Deren Ziel liege darin, einen Liberalismus aus individuellen Rechten, internationalen Regeln und freien Märkten durchzusetzen. Auf nationaler Ebene gäbe es dabei keine Chance, einen Willen gegen die Globalisierung und für einen Wohlfahrtsstaat durchzusetzen. Darum entstehe bei vielen Menschen der berechtigte Eindruck, keine Chance mehr auf Partizipation zu haben. Dieser Eindruck werde noch dadurch verstärkt, dass in der Coronakrise wesentliche politische Entscheidungen an Experten delegiert worden seien, die keiner demokratischen Kontrolle unterlägen.
Schäfer/Zürn bezweifeln nicht, dass die gegenwärtigen politischen Probleme nur auf internationaler Ebene lösbar seien – die Globalisierung sei unumkehrbar. Dennoch plädieren sie dafür, den „einfachen Menschen“ wieder den Eindruck zu vermitteln, es werde nicht über ihre Köpfe entschieden. Dafür können sie sich Quoten für die Besetzung von Parlamenten vorstellen, um z. B. mehr Menschen aus nicht-akademischen Berufen in entscheidende Positionen zu bringen.

## Rezeption
Beim Rezensenten Jens Balzer (Blätter für deutsche und internationale Politik) bleibt aus dem „unbedingt lesenswerten Buch“ die Beobachtung haften, dass die „demokratische Regression“ unter den Bedingungen der unumkehrbaren Globalisierung „beinahe unaufhaltsam“ sei.
Jan Pfaff (die tageszeitung) sieht hinter den verschiedenen Problemlösungsvorschlägen der Autoren einen übergreifenden Gedanken: Um den autoritären Populismus zu bekämpfen, brauche es mehr Demokratie, nicht weniger. Und es brauche gut informierte und engagierte Bürger.
Sören Hilbrich urteilt in der Politischen Vierteljahresschrift, Schäfer und Zürn hätten mit ihrer fundierten Analyse der Forschung zur hochrelevanten Frage nach den Ursachen des Aufstiegs autoritär-populistischer Parteien eine zweifellos interessante und wichtige Perspektive hinzugefügt. Dennoch blieben offene Fragen. Es würden in den Beispielen des Buchs auch populistische Parteien und Politiker in Ländern wie Brasilien, Indien, der Türkei oder Venezuela genannt. Doch es sei nicht selbstverständlich, dass die beschriebenen Entwicklungen in diesen Ländern genauso stattgefunden hätten wie in Europa. Eine weitere offene Frage sei, woher die zunehmende Polarisierung zwischen kommunitaristisch und kosmopolitisch eingestellten Bürgern stamme.
Bereits im Erscheinungsjahr 2021 gab die Bundeszentrale für politische Bildung eine Sonderausgabe des Buches heraus.